# First We Take Manhattan
First We Take Manhattan és una cançó escrita per Leonard Cohen. Originalment va ser enregistrada per Jennifer Warnes al seu disc del 1987 Famous Blue Raincoat, que consistia íntegrament de cançons escrites o coescrites per Cohen.
L'enregistrament original destaca per la guitarra interpretada per Stevie Ray Vaughan. El productor fou Roscoe Beck, un amic de Vaughan. A finals de febrer de 1986, als premis anuals Grammy de Los Angeles, Beck li va preguntar Vaughan per enregistrar la guitarra a la cançó. En una entrevista a 2007, Beck recorda que Vaughan no tenia ni la seva guitarra ni el seu amplificador, i, per això, va utilitzar la vella Fender Stratocaster de Beck. Després de treballar en algunes qüestions tècniques, l'enregistrament final es va aconseguir després de 2 o 3 preses. Segons el web oficial de Jennifer Warnes, Vaughan acabà l'enregistrament de les seves preses a 4 de la matinada.
La cançó fa referència a la ingenuïtat "i el narcisisme" del grup alemany Fracció de l'Exèrcit Roig, "... el terrorisme de disseny per part de terroristes de celebritats, tant de radical chic com sobre la política real".
El vídeo musical de la versió de Warnes de First We Take Manhattan va ser dirigit per Paula Walker. Filmat a Nova York, el vídeo mostra a Stevie Ray Vaughan tocant el seu solo al Pont de Brooklyn. Cohen també apareix amb Warnes al vídeo.
A la versió del disc, la cançó dura 3:47, mentre que el senzill dura 3:32. El senzill promocional de 12" de promoció titulat Jennifer Warnes - First We Take Manhattan, Radio Remix - with Stevie Ray Vaughan, conté versions ampliades i d'altres editades.

## Versió Cohen
Una versió de Leonard Cohen quasi synthpop (amb versos addicionals) fou publicada el 1988 com la primera cançó del seu àlbum I'm Your Man. L'aleshores companya de Cohen, Dominique Isserman, el va filmar en blanc i negre al vídeo promocional d'aquesta versió.
En la seva gira de 1988, en comptes de la versió original, Cohen va presentar-ne una de nova, amb influències funk, a proposta per les seves vocalistes Perla Batalla i Julie Christensen. L'enregistrament d'estudi de Cohen apareix en els crèdits finals de la pel·lícula del 2009 Watchmen.

## Músics

### Versió Warnes
- Guitarra - Stevie Ray Vaughan
- Guitarra - Robben Ford
- Baix - Roscoe Beck
- Bateria - Vinnie Colaiuta
- Percussió - Lenny Castro
- Sintetitzador - Russell Ferrante
- Sintetitzador - Gary Chang

### Versió Cohen
- Jeff Fisher - arranjador i intèrpret
- Leonard Cohen - veu i la producció
- Anjani - veu

## Altres versions
- R.E.M. va contribuir amb una versió per al disc d'homenatge a Cohen I'm Your Fan. La seva presència al recopilatori va portar a una re-organització de la llista de cançons de I'm your Fan. Als EUA, la versió de R.E.M. va aparèixer com la primera pista, mentre que a la resta del món era el House of Love de "Who by Fire".[5] La cançó també va aparèixer com a cara B a algunes versions de "Drive".
- Joe Cocker versionà First We Take Manhattan al seu disc de 1999 No Ordinary World.
- Existeix també una versió de Phillip Boa i el Voodooclub, publicada al CD Single "Eugene" el 2001.
- El grup suec de synthpop Tyskarna från Lund versionà "First We Take Manhattan" al seu disc de 2003 Metamorphobia.
- El músic d'Electro multimèdia Maxx Klaxon versiona "First We Take Manhattan" el 2005 al seu EP Paranoid Style.[6]
- El grup de gothic metal noruec Sirenia també va versionar la cançó al seu disc Sirenia Shores.[7]
- El cantant espanyol Enrique Morente va fer una nova versió d'aquesta cançó titulada "Manhattan", amb nous arranjaments musicals per a guitarra espanyola i elèctrica i una base rítmica amb palmes i els tambors. La lletra va ser traduïda a l'espanyol. Va ser inclosa al seu disc de 1996 Omega, realitzat amb Lagartija Nick i altres músics.[8]
- Warren Zevon va interpretar la cançó en la gira de suport al disc Mr. Bad Example acompanyat per Odds].
- Kid Harpoon versiona sovint en directe la cançó.
- La cantant i música australiana de blues swing Jonne Zilber versiona la cançó en el seu disc de debut 'Bigger Better Zilber' (2008).
- La cantant belga Yasmine versiona First We Take Manhattan al seu disc de 2004 Vandaag - Het van gisteren Morgen.